# Межигір'я (футбольний клуб)
Футбольний клуб «Межигір'я» Нові Петрівці — український аматорський футбольний клуб із села Нові Петрівці Вишгородського району Київської області, заснований у 2005 році. Виступає у Чемпіонаті та Кубку Києва. Домашні матчі приймає на стадіоні «Діназ» в селі Лютіж.

## Досягнення
- Чемпіонат Києва
  - Чемпіон: 2016, 2018
  - Срібний призер: 2014, 2015, 2017
  - Бронзовий призер: 2012, 2013
- Кубок Києва
  - Володар: 2014, 2015
  - Фіналіст: 2012.